# Tadeusz Bąk
Tadeusz Bąk (ur. 21 lutego 1960 w Krasnymstawie, zm. 4 marca 2023 w Warszawie) – polski socjolog i teolog, prof. dr hab., ksiądz kanonik

## Życiorys
Był absolwentem Katolickiego Uniwersytetu Lubelskiego Jana Pawła II, w 1987 obronił pracę doktorską, następnie uzyskał stopień doktora habilitowanego. Został zatrudniony w Katolickim Uniwersytecie w Trnawie, na Uniwersytecie Kardynała Stefana Wyszyńskiego w Warszawie, w Katolickim Uniwersytecie Lubelskim Jana Pawła II, w Akademii Pedagogiki Specjalnej im. Marii Grzegorzewskiej w Warszawie, oraz w Katolickim Uniwersytecie w Rużomberoku.

## Odznaczenia i wyróżnienia
- Srebrny Krzyż Zasługi[1][2]
- Złoty Krzyż Zasługi[1][2]
- Medal bł. ks. Jerzego Popiełuszki[1][2]
- Medal Komisji Edukacji Narodowej[1][2]